# Jean-Pierre Dutilleux
Jean-Pierre Dutilleux (ur. 13 października 1949) – belgijski autor, aktywista, reżyser filmowy, aktor i montażysta filmów.
Jego film dokumentalny Raoni, przedstawiający życie w amazońskiej dżungli, był nominowany do Nagrody Akademii Filmowej.

## Książki
- Raoni, My Last Journey (2019)
- On the Trail of Lost Peoples (2015)
- Tribes: First World peoples (2013)
- Raoni: Memoirs of an Indian Chief (2010)
- Raoni and the First World (2000)
- The White Indian: 20 years of Amazonian Spell (1994)
- Raoni, an Indian Around the World in 60 days (1990)
- Jungle Stories, with Sting (1989)